# Nikolaus Deichl
Nikolaus Deichl (* 1893; † 1980) war ein deutscher Kommunalpolitiker.
Deichl war von 1947 bis 1952 Bürgermeister von Dachau. Nach ihm ist die Nikolaus-Deichl-Straße in Dachau benannt.
1979 wurde Deichl der Goldene Ehrenring der Großen Kreisstadt Dachau verliehen.